# 久留米自動車学校
久留米自動車学校（くるめじどうしゃがっこう）は、福岡県久留米市にある自動車教習所。学校法人久留米工業大学が運営している。

## 沿革
- 1959年 - 西日本高等工科学校自動車運転部設置
- 1964年8月 - 久留米高等整備学校自動車運転部となる
- 1964年9月 - 久留米工業学園自動車学校となる
- 1979年 - 久留米自動車学校に改称
- 2007年 - 収益事業部門に改変

## 取得できる免許
- 普通自動車
- 準中型自動車
- 中型自動車
- 大型自動車
- 大型自動二輪車
- 普通自動二輪車

## 所在地
- 〒830-0052　福岡県久留米市上津町2192

## アクセス
- JR九州久大本線南久留米駅から徒歩43分